# Mori
Mori je priimek v Sloveniji, Italiji in na Japonskem.

## Domači nosilci priimka
- Borut Mori, harmonikar
- Davorin Mori, slovenski pianist in dirigent, delujoč na Dunaju; stalni gostujoči dirigent SF
- Eva Mori Pavlović (*1996), odbojkarica
- Jože Mori, slovenski gozdar
- Lucija Mori (*1988), slovenska nogometašica
- Mitja Mori, strojnik, doc.
- Nataša Mori, morska biologinja
- Peter Mori (1933-2006), dolgoletni tehnični direktor, direktor OE Oddajniki in zveze; v.d. gen. direktorja RTV Slovenija (1992-94)

## Tuji nosilci priimka
- Ai Mori (*2003), japonska športna plezalka
- Bárbara Mori (*1978), urugvajsko-mehiška igralka
- Cesare Mori (1871—1942), italijanski "železni prefekt", fašistični preganjalec Mafije na Siciliji
- Claudia Mori (Claudia Moroni) (*1944), italijanska igralka in pevka
- Giuseppe Mori (1850—1934), italijanski kardinal
- Hanae Mori (1926—2022), japonska modna oblikovalka
- Masaaki Mori (*1961), japonski nogometaš
- Mario Mori (*1939), italijanski general in prefekt, rojen v Postojni
- Minoru Mori (1934–2012), japonski gradbeni poslovnež (mogotec)
- Ogai Mori (pr.i. M. Rintaro) (1862—1922), japonski pisatelj, pesnik, prevajalec (vojaški kirurg)
- Šigefumi Mori (*1951), japonski matematik
- Šigejoši Mori (Kambei Mori), japonski matematik (16. stoletje)
- Takadži Mori (1943—2011), japonski nogometaš in trener
- Toshio Mori, japonski glasbenik
- Yoshirō Mori (*1937), japonski politik, predsednik Organizacijskega odbora Olimpijskih iger Tokio 2020/1
- Yuko Mori (*1956), japonska političarka